# Jonathan Ring
Jonathan Ring (Örebro, 15 juli 1991) is een Zweeds voetballer, die uitkomt voor Kalmar FF.

## Carrière
Ring belandde in 2013 bij Kalmar FF, dat hem overnam van IFK Värnamo. In zijn eerste seizoen in de Guldfageln Arena kwam de middenvelder tot vijftien wedstrijd, waarvan tien als basisspeler. Zijn beste jaar bij Kalmar FF beleefde hij in het seizoen 2016, toen hij in 28 wedstrijden vijf keer scoorde. Het leverde de middenvelder een transfer op naar Gençlerbirliği SK.
Het Turkse avontuur werd echter niet wat Ring ervan verwacht had. Op 20 juli 2017 keerde hij daarom terug bij Kalmar FF, waar hij een contract tot het einde van het seizoen tekende. Op 19 december 2017 werd bekend dat Ring vanaf het seizoen 2018 het shirt van Djurgårdens IF droeg. Na drie seizoenen bij die club keerde Ring opnieuw terug naar Kalmar FF, waarin inmiddels ook zijn broer Sebastian speelde. Met acht doelpunten en negen assists had Ring een groot aandeel in de knappe zesde plaats die Kalmar FF in 2021 behaalde. De middenvelder had echter de wens om nog een keer een buitenlands avontuur aan te gaan en verliet Kalmar na afloop van het seizoen transfervrij voor het Zuid-Koreaanse Jeju United FC. Na twee seizoenen in Zuid-Koreaanse dienst keerde Ring voor de derde keer terug bij Kalmar FF.

## Trivia
Johanthan Ring is de oudere broer van Sebastian Ring die tevens profvoetballer is.